# Lookout Mountain (Alabama)
Lookout Mountain – jednostka osadnicza w Stanach Zjednoczonych, w stanie Alabama, w hrabstwie Etowah.